# Borostomias mononema
Borostomias mononema är en fiskart som först beskrevs av Regan och Ethelwynn Trewavas 1929.  Borostomias mononema ingår i släktet Borostomias och familjen Stomiidae. Inga underarter finns listade.